# Sciurus flammifer
Sciurus flammifer е вид бозайник от семейство Катерицови (Sciuridae).

## Разпространение
Видът е разпространен във Венецуела.